# Hajimemashite, aishite imasu
Hajimemashite, aishite imasu (はじめまして、愛しています?), noto anche con il titolo internazionale Hello, I Love You, è una serie televisiva giapponese del 2008.

## Trama
Mina e Shinji sono sposati da dieci anni, tuttavia non si sentono ancora pronti per avere un figlio. Un giorno, Mina trova nel cortile della propria abitazione un misterioso bambino, completamente sporco; il bambino vive in un orfanotrofio e la donna, impietosita, inizia a pensare con Shinji di adottarlo e assicurargli un futuro.